# Scorpaena pele
Scorpaena pele behoort tot het geslacht Scorpaena van de familie van schorpioenvissen. Deze soort komt voor in het centraaloosten van de Grote Oceaan en is bekend van de Hawaï-eilanden. De soort leeft op diepten van 176 tot 240 m en kan een lengte bereiken van 13,5 cm.